# Fernando Enes Ulrich
Fernando Enes Ulrich (Lisboa, Mártires, 29 de Agosto de 1884 - Lisboa, São Paulo, 1 de Agosto de 1950) foi um engenheiro militar, empresário e político português.

## Família
Filho de João Henrique Ulrich, Jr. e de sua mulher Maria Cristina de Orta Enes, neta materna do 1.º Visconde de Orta.
Fernando Enes Ulrich provinha duma família ligada ao comércio bancário e à arquitectura, os Ulrich, família do Norte de Hamburgo, que se tinham estabelecido em Portugal em meados do século XVIII. Após o terramoto de 1755, a família cooperou activamente na reconstrução de Lisboa, a convite do Marquês de Pombal, prosseguindo os seus negócios no ramo financeiro. Mais tarde, os Ulrich ligaram-se por laços familiares aos Mellos, herdeiros de Alfredo da Silva.

## Biografia

### Carreira militar
Assentou Praça em 1901, como voluntário, e inscreveu-se no Curso de Engenharia Militar da Escola Politécnica de Lisboa, passando em 1903 à Escola de Alunos da Escola do Exército, sendo graduado em Primeiro-Sargento e depois em Primeiro-Sargento-Cadete, sendo promovido a Alferes em 1907, ano em que concluiu o Curso de Engenharia Militar da Escola do Exército, e a Tenente em 1908. Foi Oficial de Engenharia do Exército até 1910. Com a Implantação da República Portuguesa a 5 de Outubro de 1910, pediu a demissão do Exército, que lhe foi concedida.

### Carreira empresarial
Administrador de Empresas e Banqueiro, foi Administrador da Companhia de Seguros Império, da Tabaqueira, da Empresa Nacional de Aparelhagem Elétrica e da Companhia Nacional de Produtos Coloniais. Entre 1916 e 1919 foi Vice-Secretário da Assembleia Geral do Banco de Portugal, sendo seu Secretário entre 1920 e 1929. De 1931 a 1950 foi Administrador do Banco de Portugal, em cuja qualidade integrou a Câmara Corporativa na I Legislatura.

### Carreira política e administrativa
Foi Presidente do Conselho Geral do Grémio Nacional dos Bancos e Casas Bancárias, regressando à Câmara Corporativa como Representante dos Estabelecimentos de Crédito, Vogal da Comissão Técnica de Cooperação Económica Europeia e Procurador à Câmara Corporativa por designação do Conselho Corporativo. Na I Legislatura, entre 1935 e 1938, fez parte da XII Secção - Crédito e Seguros, tendo subscrito ou relatado um total de cinco pareceres: 3/I - Reconstituição Económica, 4/I - Reforma do Crédito, como Relator, 21/I - Seguros de Vida dos Funcionários Públicos, 38/I - Aquisição e Construção de Embarcações Destinadas à Pesca e 71/I - Acidentes de Trabalho. Na IV Legislatura, de 1945 a 1949, e na V Legislatura, de 1949 a 1953, fez parte da XIII Secção - Crédito e Previdência, mas não subscreveu ou relatou qualquer parecer.

## Casamento e descendência
Casou primeira vez em Lisboa a 7 de Fevereiro de 1909 com D. Maria do Carmo José de Melo (1889 - 1918), filha de D. José de Melo, filho do 8.º Conde e 3.º Marquês de Sabugosa e 10.º Conde de São Lourenço e 10.º Alferes-Mor do Reino, e de sua mulher D. Antónia José de Jesus Maria Francisca Xavier de Mendoça Rolim de Moura Barreto, filha do 3.º Conde da Azambuja, da qual teve quatro filhas e um filho.

- Maria Teresa de Melo Ulrich, nascida a 26 de Outubro de 1909, casou com Manuel Monteiro de Andrade e Sousa a 28 de Dezembro de 1940 de quem teve um filho e três filhas;

- Maria do Carmo de Melo Ulrich, nascida a 28 de Dezembro de 1910, religiosa;

- José de Melo Ulrich, casou com Maria Teresa Santos Moreira de quem teve um filho e duas filhas;

- Maria Isabel de Melo Ulrich, casou com José Sampaio Pimentel de quem teve dois filhos;

- Mafalda de Melo Ulrich, casou com José Bernardo Ferreira de quem teve três filhos e três filhas;
Casou segunda vez em Lisboa, Santa Isabel, a 7 de Outubro de 1922 com D. Maria Luísa da Ascensão José de Melo (Lisboa, Santa Isabel, 19 de Maio de 1898 - ?), filha do 2.º Conde do Cartaxo, da qual teve dois filhos e três filhas.

- Luisa Maria de Melo Ulrich, casou com Henrique Anjos com quem teve dois filhos e três filhas;

- João de Melo Ulrich, casou com Isabel (?) com quem teve um filho e uma filha;

- Fernando de Melo Ulrich, solteiro e sem descendência;

- Ana Maria de Melo Ulrich, casou com José da Cunha com quem teve descendência;

- Marta de Melo Ulrich, casou com Helder Paulo Tiago com quem teve um filho;